# Pavel Konsztantyinovics Mamajev
Pavel Konsztantyinovics Mamajev (Oroszul: Павел Константинович Мамаев) (Moszkva, 1987. szeptember 17. –) orosz válogatott labdarúgó, a Himki játékosa.

## Sikerei, díjai
- CSZKA Moszkva
  - Orosz bajnok: 2012–13
  - Orosz kupa:  2008, 2009, 2011, 2012–13
  - Orosz szuperkupa: 2009, 2013